# Momotombo
Volcán Momotombo – wulkan w zachodniej Nikaragui, wznoszący się na północnym wybrzeżu jeziora Managua, kilkanaście kilometrów na wschód od miasta León. Momotombo, który jest stratowulkanem, wznosi się na wysokość 1297 m n.p.m. Jego symetryczna sylwetka stała się symbolem Nikaragui.
Wulkan zaczął się formować około 4,5 tys. lat temu. Najstarsza erupcja tego wulkanu odnotowana w czasach historycznych pochodzi z 1610. Zniszczone zostało wówczas pobliska hiszpańska osada, której ruiny zachowały się do dzisiaj jako León Viejo. Od tego czasu zanotowano wiele spokojnych erupcji typu stromboliańskiego, ale od czasu do czasu jego erupcje były bardziej gwałtowne. Ostatnie erupcje miały miejsce w 2015 i 2016 roku.